# Marta Corcoy
Marta Corcoy Rius (Vall de Bas, 1953) es una periodista, investigadora y profesora española experta en comunicación local y de género. Desde el 2019 es presidenta de la Asociación de Dones Periodistes de Catalunya. En 2022 es delegada de género del Colegio de Periodistas de Cataluña.

## Trayectoria
Estudió Ciencias de la Información en la Universidad Autónoma de Barcelona, donde se graduó el 1978. El 2016 se doctoró en la misma universidad, con la tesis Comunicación y periodismo: de las primeras elecciones democráticas al retiment de cuentas. Permanencias y cambios en las noticias, del papel a los recursos digitales. Su tesis doctoral se basa en su experiencia como periodista en medios públicos de ámbito local y en la investigación sobre los cambios en la información desde los medios públicos locales en el ámbito estatal, pero especialmente en Cataluña.
Corcoy es profesora asociada de periodismo en la Universidad Autónoma de Barcelona y miembro del «Laboratorio de Periodismo y Comunicación para la Ciudadanía Plural» dirigido por Amparo Moreno, que analiza y evalúa la transparencia informativa de las webs municipales, liderado por esta universidad en el que desde los años 2012-2014 participan una quincena de universidades. Corcoy gestiona el Mapa InfoParticipa, desarrollado por el citado Laboratorio, una plataforma de cartografía interactiva que permite conocer el nivel de transparencia informativa de los municipios de España evaluados.
El 2016 comisarió la exposición itinerante «Montserrat Roig: Cronista de un tiempo y de un país», para dar a conocer la figura de la escritora y periodista Montserrat Roig en sus diversas vertientes como escritora, periodista, feminista y activista.
Desde julio de 2019 preside la Asociación de Dones Periodistes de Catalunya. Durante su mandato, en 2022, la Asociación y el Colegio de Periodistas de Cataluña, con la colaboración del Ayuntamiento de Figueres y de la Diputación de Gerona, instituyeron la Beca de investigación en comunicación audiovisual Montserrat Minobis. El objetivo de la beca es «promover y difundir un trabajo de investigación sobre programas y productos de contenido feminista emitidos en cualquier formato audiovisual para mejorar el conocimiento y hacer divulgación».

## Publicaciones
- Les dones en els governs locals catalans, Barcelona, Montflorit 2005 (Coord. con Patricia L. Gomez, Carolina Barber, Montserrat Puig i Elena Riera)

- Les dones a la política. Reflexions en femení, Barcelona, Diputació de Barcelona 2005 (Amb Montserrat Puig)

- Impacto de las recomendaciones sobre el tratamiento de la violencia de género en los medios de comunicación de ámbito catalán. Claves y recursos para periodistas, Madrid, Ameco, 2009 (Publicación colectiva).

- Mapa dels Mitjans catalans de comunicació. Laboratori de Comunicació Pública, 2008

- Cens de les ràdios públiques catalanes per al Llibre Blanc de les ràdios. Federació de Ràdios i Televisions Locals, 2008 (Con Patricia L. Gómez)
- Es coautora de la obra colectiva Violencia de género. Claves y recursos para periodistas (Ameco, Madrid, 2009).[14]